# История карманных и наручных механических часов

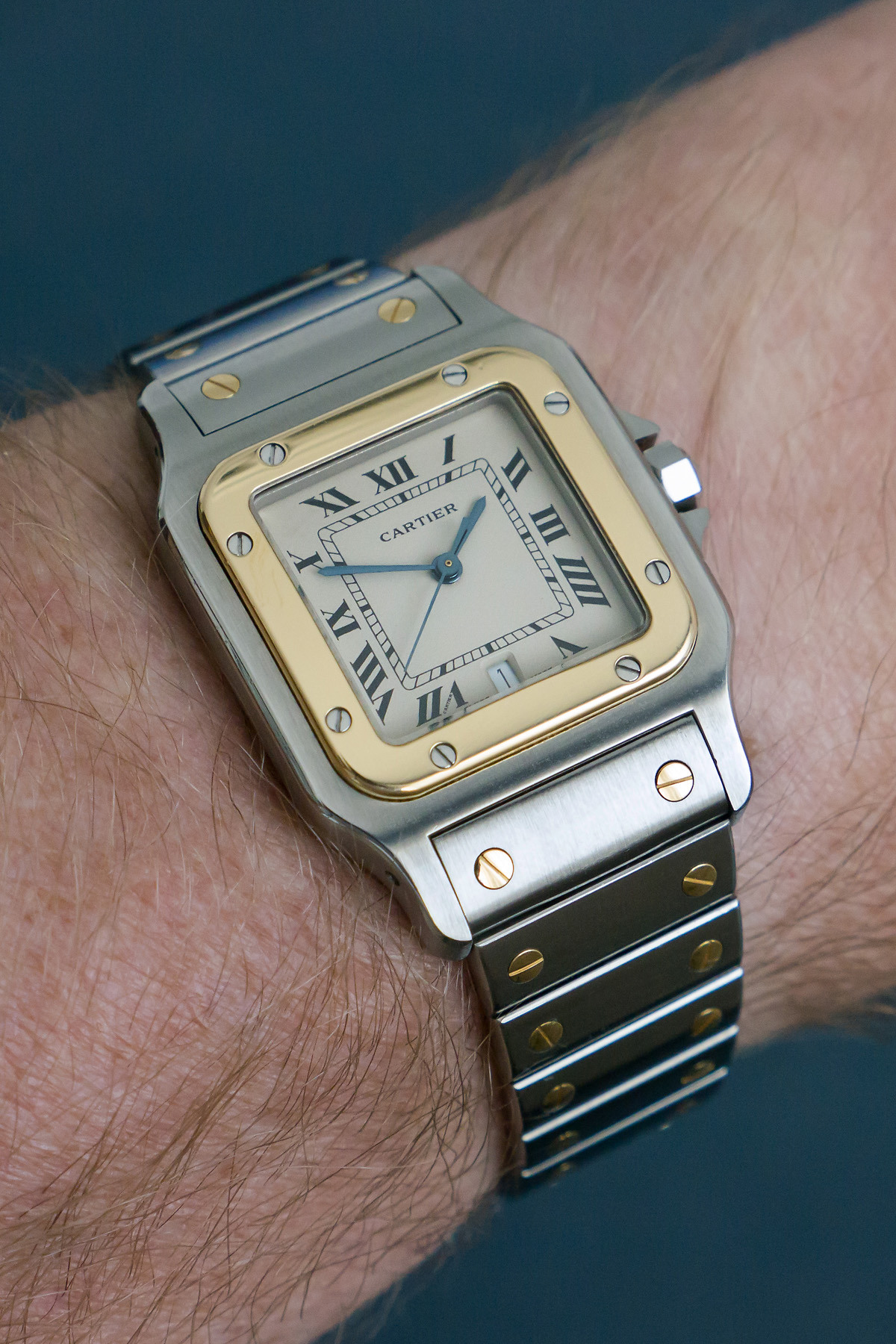
Часы Cartier Santos

Карманные и наручные часы отличаются от стационарных меньшим весом и размерами, что позволяет владельцу часов иметь их при себе и перемещать. По принципу действия часы бывают механические, кварцевые и электронные. Достижение миниатюрности и портативности было обеспечено большим числом технических инноваций, в числе которых использование спиральной пружины, передающая импульс на спусковой механизм. Обозначение времени происходит с помощью стрелки, изначально одной только часовой, впоследствии также минутной.
Считается, что портативные часы появились в XV веке, но большого распространения тогда не получили из-за дороговизны и технического несовершенства. Из индивидуальных часов на протяжении нескольких веков доминировали карманные, а наручные сумели получить распространение со второй половины XIX века. Большую роль в их популяризации сыграли потребности военнослужащих. Наручные часы сумели закрепиться и стать преобладающим товаром на рынке в период Первой мировой войны, когда последовали крупные государственные заказы и последующей модой. В XXI веке получили распространение умные часы — многофункциональные компьютеризированные носимые устройства.
Переносные часы нередко используются как аксессуар или встраиваются в различные аксессуары (брелки, ручки, зажигалки, кулоны, перстни, медальоны и т. д.).

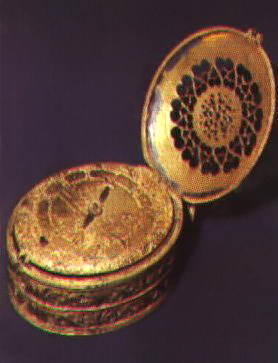
Раскрытое «нюрнбергское яйцо»

## Портативные устройства измерения времени
В историческом разрезе первыми были древнеегипетский меркет и переносные солнечные часы, которые существовали в Древнем Риме и Византии. Создавали их и в Средние века. Создавали их до середины XX века. Переносным солнечным часам посвящена обширная литература. Портативность стала основным достоинством пружинных часов, появившихся в конце XIV века. Поскольку в то время потребность в персональной своевременности ещё не возникла, такие часы являлись предметом престижного потребления. Известно, что в 1377 году портативные часы были у короля Франции. С XVI века портативные механические часы получают широкое распространение. Наручные часы, появившиеся в том же столетии, не были изобретением сами по себе, и использовали общие для переносных пружинных часов технические решения. Многочисленные изобретения XVI—XVII веков были направлены на повышение точности хода компактных устройств. Согласно современному российскому специалисту в области философии времени А. Л. Фомину, «значимой вехой в истории визуализации времени стало широкое распространение общедоступных, достаточно точных портативных часов», «портативные часы насытили окружающее пространство». 
В книге Тарасова С. В. классификация механических часов рассматривается с точки зрения производственных процессов в советской часовой промышленности, где принципиальный водораздел пролегал между часами бытового назначения и прочими. Автор отмечает, что с течением времени для геодезических, картографических и других научных исследований потребовались точные приборы времени переносного типа. В целом, Тарасов предлагает три схемы классификации механических приборов времени: по функциональному признаку, в рамках которого выделяется 5 групп, по конструктивному признаку (маятниковые и балансовые), и по эксплуатационному признаку (бытовые, научные промышленные, служебные, медицинские, для коммунальных услуг и спорта). Под часами бытового назначения автор преимущественно понимает наручные и карманные часы, но в целом их классификация шире. Согласно Тарасову, приборы времени бытового назначения принято разделять на две группы, индивидуального и коллективного использования, которые, в свою очередь, подразделяются на ряд подгрупп. В то же время, говоря об отдельных конструктивных элементах часов, Тарасов указывает, что некоторые из них характерны для переносных приборов времени, в частности свободные и несвободные спусковые регуляторы. Свободный анкерный ход благодаря малому расходу энергии и малым габаритам применяется, в том числе, в переносных приборах времени. Штифтовый ход применяется в будильниках, карманных и наручных часах широкого потребления. Конструктивные особенности переносных приборов времени, имеющих в качестве двигателя заводную пружину, требуют использования стабилизатора. Пружинный двигатель характерен для переносных приборов времени в силу своей компактности и независимости действия ри ускорения свободного падения. Бытовые часы также могут иметь дополнительные устройства: противоударное, звуковое, автоподзавод, репетир и турбильон. В целом, приборы времени бытового назначения индивидуального конструктивно значительно отличаются от таковых коллективного использования. К последним, в частности, относятся часы напольные, настенные и настольные, а также будильники и реле стиральных машин. Также можно выделить малогабаритные приборы времени, имеющие свои технологические особенности.
В английском языке портативные устройства времени называются англ. watches. Устройства времени (англ. timekeepers) со звуковым сигналом (боем) называются англ. clock, если они сочетают обе данные функции, то они называются англ. clock-watch. В некоторых языках, например немецком, такое разделение не проводится. Для обозначения компактных часов используются термины нем. tragbaren Uhren («носимые часы») или нем. Kleinuhr («малые часы»). В некоторых случаях их выносят в отдельную категорию промышленных изделий. По определению, данному Федерацией швейцарской часовой промышленности, англ. watch, фр. montre и нем. Uhr обозначают устройство для измерения времени, носимое в любом положении и соответствующее стандарту ISO TC 114. В товароведческой классификации ЕАЭС отдельно выделяются часы для ношения на себе с кормусом, изголовленным полностью из драгоценных металлов (группа 9101) и с корпусами из недрагоценных металлов (группа 9102). Классификар при этом даёт такое определение: «термин „часовые механизмы для часов, предназначенных для ношения на себе или с собой“ означает устройства, работа которых регулируется системой балансспираль, кварцевым осциллятором или любой другой системой, определяющей интервалы времени, с индикатором или с системой, в которую может быть установлен механический индикатор. Толщина таких часовых механизмов должна быть не более 12 мм, а их ширина,
длина или диаметр не более 50 мм». К устройствам для измерения времени, предназначенным для ношения на себе или с собой классификатор ЕАЭС относит также секундомеры.

## Развитие технологий

### Механические носимые часы
Механические носимые часы появились в XV веке, когда был изобретён часовой механизм небольших, по сравнению с общественными, стационарными часами размеров, что позволяло применять его в устройствах предназначенных для повседневного использования. Постепенно способы ношения менялись: на шее, после этого в кармане или на руках. Небольшие механические часы долгое время не могли получить распространение в связи с тем, что имели очень высокую стоимость, малую надёжность и точность. Поэтому в XVI веке и позже ещё часто использовались их конкуренты — носимые солнечные часы. Из письменных источников XV века известно о существовании в то время носимых индивидуальных механических часов. Так, кратко описывается такое устройство в письме Комино де Понтевика, датируемого 1482 годом. Гаспар Висконти в эпиграфе к сонету писал в 1493 году: «Здесь говорится о портативных часах, имеющих механизм хотя и малого размера, но способный поддерживать ход часов. Часы показывают не только время, но и ход планет, праздники, а также отбивают время». Создание механических носимых часов приписывают мастеру из Нюрнберга Петеру Хенляйну. Изобретённая им спиральная пружина обеспечила дальнейший прогресс в миниатюризации часов. Корпус ранних часов из Германии делали из позолоченной латуни. Они имели овальную форму, схожую с одновременно с яйцом и барабаном. Именно потому по распространённой версии за часами такого типа закрепилось название — «нюрнбергское яйцо». Эти часы быстро вошли в моду: подвешиваемые на золотой цепочке и инкрустируемые драгоценными камнями, они стали изысканными украшениями, а также служили подтверждением высокого статуса их владельца. В дальнейшем форма часов стала более округлой.
Внедрению индивидуальных часов способствовало возникновение и усовершенствование пружинного механизма. К таким образцам относят каретные часы, которые могли переноситься и устанавливаться в каретах. Постепенно портативные часы стали разделяться на карманные и настольные. Известно, что в 1544 году согласно королевскому декрету парижский цех часовщиков состоял из трёх категорий (мастера по изготовлению башенных часов; настольных часов и будильников; механических переносных часов. В XVII веке в связи с усовершенствованием и уменьшением размеров механизмов носимые часы получают распространение среди зажиточной части населения: не только среди дворянства, но и среди буржуазии. Они рассматривались как подтверждение высокого общественного положения, часто выполняя роль не просто прибора для измерения времени, а выступая в качестве украшения. Их помещали в набалдашники тростей, серьги и кольца, священники носили наперсные кресты и посохи с вмонтированными часами. Вместе с тем ещё продолжали использоваться носимые песочные и солнечные часы. По наблюдению советского исследователя Василия Пипунырова: «начавшаяся в XVI в. тенденция к уменьшению размеров часов привела в конце XVI или в начале XVII в. к появлению карманных часов. XVII век можно считать золотым веком развития карманных часов, или механических часов, вставленных в корпуса специальной формы».
В 1695 году Томас Томпион предложил использовать изобретённый им цилиндровый ход. Через тридцать лет его усовершенствовал Георг Грагам (Грахам), что позволило использовать такой пуск вместо менее удобного шпиндельного хода. Ход Грагама до сих пор используется в напольных, настенных и настольных часах высокого класса точности. Несколько позже Жан Антуан Лепот стал изготавливать плоские карманные часы, после чего размер механизма (калибр) стал уменьшаться. Голландец Христиан Гюйгенс и англичанин Роберт Гук независимо друг от друга разработали колебательный механизм («система баланс-спираль»), который основан на колебаниях подпружиненного тела. Малогабаритная и универсальная система нашла применение в морских хронометрах. Использовать портативные часы для определения долготы в 1530 году предложил нидерландский картограф Гемма Фризиус.
В литературе отмечается, что эволюция портативных часов обязана труду и изобретениям многих поколений часовщиков: «к концу XVII — началу XVIII столетия все наиболее важные проблемы миниатюризации часов и разработки часов индивидуального пользования в принципиальном плане были уже решены. Но до начала массового производства карманных, а затем и наручных часов требовалось существенно совершенствовать их механизм для достижения высокой точности и постоянства хода». В связи с изобретением в 1754 или 1760 году Томасом Мюджем механизма со свободным анкерным ходом эта система получила наибольшее распространение при изготовлении карманных и наручных часов: после ряда усовершенствований она чаще всего применяется и в часах современного типа. Первые такие часы английский мастер изготовил в 1754 году: они предназначались для британской королевы Шарлотты, жены Георга III. Большую роль в совершенствовании часовых механизмов сыграл Абрахам-Луи Бреге. Ему принадлежат важные изобретения и усовершенствования в этой области: первые часы с автоподзаводом, с инерционным грузом и двумя заводными барабанами (1780); изобретение конструкции ударного гонга (1783); новый тип анкерного механизма (1785); прыгающая часовая стрелка, переходящая в соответствующее положение каждый новый час (1794); создание первой в мире противоударной системы— «pare-chuté» (1790—1808); изобретение турбийона (1795); «спираль Бреге» (1796); создание одних из первых наручных часов (1810). В 1842 году франко-швейцарским часовщиком Жаном-Андрианом Филиппом была внедрена специальная заводная головка, предназначенная для завода часов и перевода стрелок. Она пришла на смену специальному ключу, оказавшись более практичной и надёжной. Это изобретение стало основой системы завода механизма современного типа.
Распространено мнение, что первое упоминание о наручных часах относится к 1571 году, когда Роберт Дадли, граф Лестер, преподнёс в подарок английской королеве Елизавете I богато украшенный бриллиантами и жемчугом браслет с часами. C того момента и до конца XIX—начала XX века наручные часы назывались браслетами и были предназначены исключительно для женщин. Долго они играли роль украшения, а часы играли второстепенную роль, в связи с чем трудно определить какие изделия следует классифицировать как наручные часы современного типа. Некоторые исследователи относят появление мужских наручных часов к 1809 году, когда парижский мастер Нитон изготовил для французской императрицы Жозефины — жены Наполеона I — два парных браслета: один для часов, другой для календаря. Они были заказаны как подарок для принцессы Августы Амалии в связи с её венчанием с Эженом Богарне, сыном императрицы. На приоритет в этой области претендует и компания Breguet, владелец которой Абрахам-Луи Бреге на основе заказа 1810 года неаполитанской королевы Каролины Бонапарт, «разработал и собрал первые в истории наручные часы Breguet № 2639». Как бы то ни было, некоторое время подобные устройство не получили достаточной популярности и стали постепенно входить в моду в конце XIX века. В Книге рекордов Гиннесса указывалось, что первые наручные часы принадлежат швейцарской компании Patek Philippe, мастера которой выполнили заказ для венгерской графини Коцевич в 1868 году.
С математической точки зрения, как динамическую систему подверженную воздействию случайных колебаний и толчков, механизмы карманных и переносных часов исследовали Л. И. Мандельштам, А. А. Андронов и Н. Н. Баутин.

### Области применения

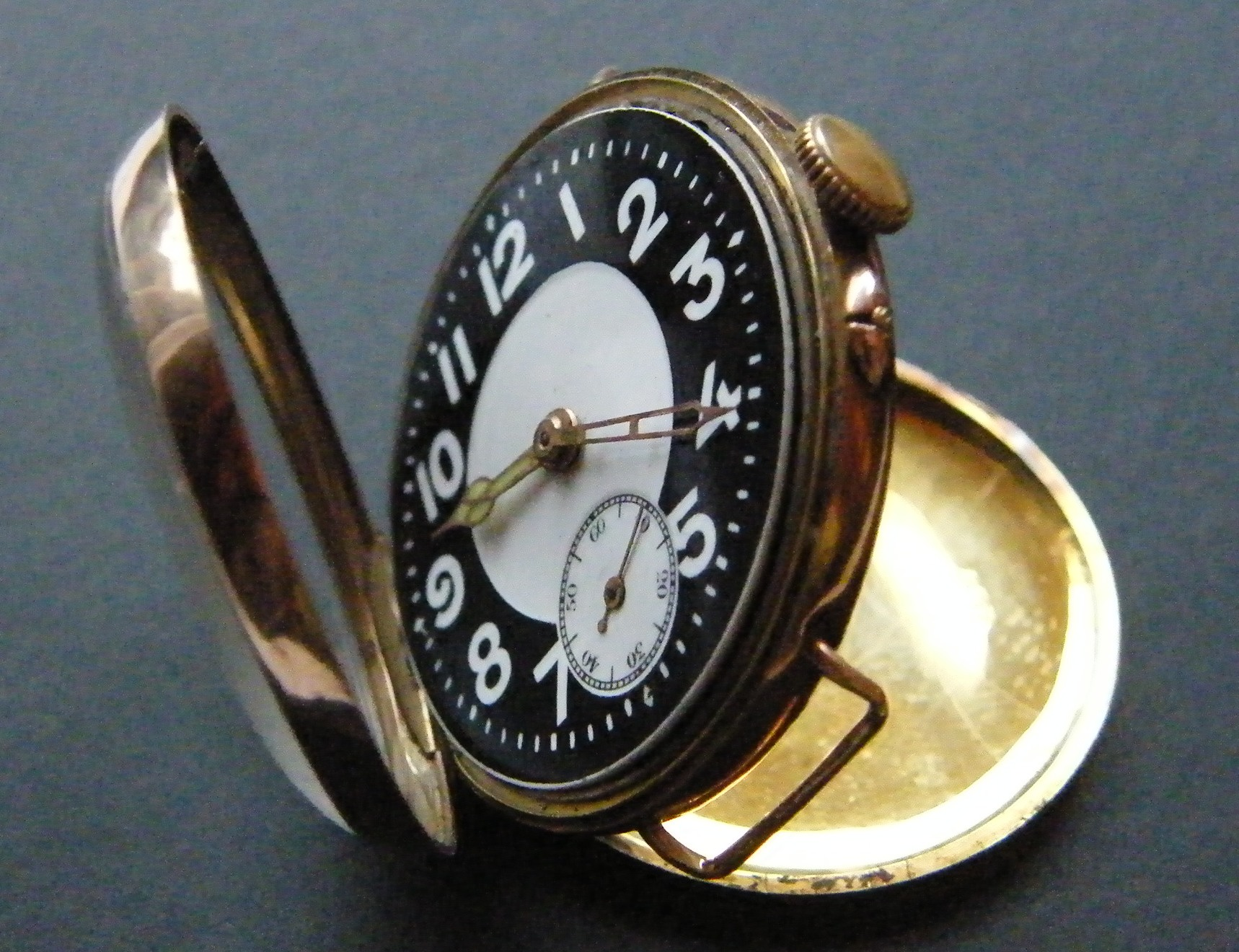
Золотые траншейные часы, 1916

В конце XIX века наручные часы стали использоваться военными (траншейные часы), что объясняется их преимуществами в боевых условиях по сравнению с карманными. Они стали применяться в армиях Германии и Великобритании, в связи с чем изготовителям стали поступать государственные заказы. На многочисленных фотографиях 1880-х годов британские солдаты представлены с наручными часами: они надевались на запястье при помощи ремешка. Большую популярность часы такого типа обрели с начала XX века.
Ещё одной областью применения наручных часов стала авиация, так как пилотам необходимы были удобные часы. Одним из самых известных примеров такого рода моделей являются Cartier Santos Dumont, созданные Луи Картье в 1904 году (выпущены на рынок с 1911 года) для своего друга Альберто Сантос-Дюмона — знаменитого пионера авиации.
Долгое время из-за своих конструктивных особенностей наручные часы уступали по своим качествам карманным, в связи с чем среди часовщиков преобладало мнение, что мода на них, которая восходит к ношению часов женщинами, будет кратковременна. Однако в связи с налаживанием серийного производства и унификацией деталей наручные часы постепенно вытеснили карманные. Особую роль в закреплении такого статуса стала Первая мировая война, когда от государственных властей стали поступать крупные заказы на производства часов такого типа для военнослужащих. Вехой в истории наручных часов считается легендарная модель часов Tank, выпущенная в конце войны фирмой Cartier. Её корпус по своим очертаниям напоминает британский танк того времени. По мнению исследователей: «Эти часы, похоже, впервые в истории были действительно наручными, а не просто карманными, приспособленными для ношения на запястье. Они были выполнены в геометрии ар-деко, с незаметным переходом от корпуса к браслету».
Нулевая гравитация окружающей среды и другие экстремальные условия, с которыми сталкиваются астронавты в космосе, потребовали создание специальных космических часов. Первыми в истории часами, отправленными в космос были часы «Победа» с Петродворцового часового завода. Они были отправлены на космическом корабле «Спутник-4» 9 марта 1961 года вместе с собакой Чернушкой. 12 апреля 1961 года Юрий Гагарин во время своего исторического первого полета в космос носил так называемые «штурманские» часы производства 1-го Московского часового завода. С 1964 года часы Первого московского завода были отмечены торговой маркой «Полёт».

### Современные переносные часы
В XX веке были изобретены и внедрены в массовое производство кварцевые и электронные часы. С 1970-х годов появляются многофункциональные модели, ставшие предшественниками умных часов — компьютеризированных наручные устройств, имеющих расширенные технологические возможности (кроме стандартного слежения за временем), часто сравнимые с коммуникаторами. Первые модели выполняли довольно простые задачи, например, выступали в роли калькулятора, переводчика или игрового устройства. В 1977 году, компания Hewlett-Packard, представляя модель HP-01, в основу которой положена комбинация наручных цифровых часов, калькулятора и личного календаря, заявляла: «С их помощью можно делать что угодно: узнавать время, рассчитывать стоимость международного звонка или — если вы лётчик — определять дистанцию до следующей точки маршрута».